# Lope Díez de Armendáriz
Lope Díez de Aux de Armendáriz, marchese di Cadereyta (Quito, 1575 circa – Madrid, 9 febbraio 1644), è stato un nobile spagnolo, primo creolo a diventare viceré della Nuova Spagna. Rimase in carica dal 16 settembre 1635 al 27 agosto 1640.

## Gioventù
Nato in Perù, Lope Díez de Armendáriz fu la prima persona nata in America a diventare viceré della Nuova Spagna. Il padre, presidente della Real Audiencia di Quito, lo fece entrare nella marina militare. Ben presto si distinse al comando dei convogli che scortavano i mercantili e le navi tesoriere dalle Indie alla Spagna.

## Viceré della Nuova Spagna
Il 19 aprile 1635 re Filippo IV di Spagna lo nominò viceré della Nuova Spagna. Fece l'ingresso formale a Città del Messico il 16 settembre 1635, assumendo l'incarico. Il primo compito fu quello di proseguire la costruzione dei lavori di drenaggio per mettere al sicuro la città dalle costanti alluvioni, e di riparare i danni causati dalle precedenti inondazioni.
Il 17 gennaio 1637 un terremoto distrusse alcune costruzioni, tra cui il tunnel di drenaggio di La Quemada. Il viceré chiamò due esperti, Fernando de Zepeda ed Hernán Carillo, per avere consigli. Nel marzo dell'anno seguente suggerirono di aprire un canale per sostituire il tunnel. Il viceré, dopo una consultazione col governo cittadino e con le gilde, approvò il progetto che avrebbe sfruttato il cosiddetto Tajo de Nochistongo, un sistema di corsi d'acqua, naturali e artificiali, situato in quello che era l'antico lago di Texcoco. Il canale si dimostrò molto utile nella gestione delle piene, e fu in seguito ampliato dal governo del Messico indipendente.
Il 22 aprile 1639 la bolla pontificia Commissum nobis di Papa Urbano VIII vietò la schiavitù in America latina. Filippo IV proibì lo schiavismo degli indiani in Nuova Spagna, ma permise di continuare la tratta dei neri. Gli schiavi neri fuggiti (cimarroni) si rifugiarono sulle montagne, in particolare in quelle dello stato di Veracruz.
Per proteggere gli abitanti del Nuovo Regno di León y Castilla (Nuevo León) dalle incursioni di Apache, Comanche e Apache Lipan, Díez de Armendáriz ordinò la fondazione di una nuova città, Cadereyta Jiménez, e la costruzione di un forte a Cadereyta de Montes. Inviò una nuova spedizione nelle Californie, con risultati disastrosi.
Ordinò la pulitura del sistema di drenaggio cittadino. Fondò l'Hospital del Espíritu Santo ed il convento di San Bernardo. Formò anche l'Armada de Barlovento, con base a Veracruz, che pattugliava la costa del golfo per proteggere porti e navi dai pirati.
Lasciò il governo della colonia al successore, Diego López Pacheco Cabrera y Bobadilla, il 28 agosto 1640. Fu accusato di molte irregolarità e di pessimo carattere dai nemici, soprattutto dal vescovo di Puebla, Juan de Palafox y Mendoza.
Morì a Madrid il 9 febbraio del 1644, lasciando quale erede universale la figlia Juana Francisca Díez de Aux Armendáriz Afán de Rivera y Saavedra, la quale avrebbe sposato nel 1645 Francisco Fernández de la Cueva, VIII duca di Alburquerque.